# 钱锋 (法官)
钱锋（1964年4月—），男，汉族，浙江杭州人，中华人民共和国政治人物，二级大法官。对外经济贸易大学国际法学专业毕业，研究生学历，法学博士。

## 生平
早年入中国人民警官大学新闻系新闻专业学习。1984年12月加入中国共产党。1986年8月参加工作，历任法制日报社评论部编辑，法制日报社经济采访部副主任，司法部办公厅部长办公室秘书（服务时任部长肖扬）、部长办公室副主任、党组秘书，最高人民法院办公厅副主任、党组秘书、院长秘书（服务时任院长肖扬），最高人民法院政治部副主任，最高人民法院民事审判第四庭庭长，最高人民法院审判委员会委员、民事审判第四庭庭长。
2007年12月，任重庆市高级人民法院副院长、代院长、党组书记；次月任院长、党组书记，从而成为当时全国最年轻的省级高院院长。钱锋曾在公开场合多次对重庆“打黑”表态：2010年1月，钱锋在重庆市人大会议上作市高院工作报告时表示，坚持按程序办案、凭证据说话、依法律裁判，确保每起“涉黑”案件的审判都经得起历史检验。2010年全国“两会”期间，钱锋在列席重庆市全国人大代表分组审议“两高”工作报告时发言称，重庆涉黑案件的审理程序公开公正透明，“打黑”不存在不公正、扩大化、运动化问题。他称，“所有涉黑案，只作为普通刑案来审理，采用‘国标’，也就是刑法以及‘两高’解释，没有特殊对待，没搞特殊标准。定罪量刑严格依照法律，不枉不重不漏”。
2013年3月，当选第十二届全国人民代表大会重庆地区代表。
2016年12月，任国务院法制办公室副主任、党组成员。
2018年4月4日，任新成立的中华人民共和国退役军人事务部副部长。2024年5月30日卸任。